# Шафран Олекса
Оле́кса Шафран — військовий козацький діяч кінця XVI — початку XVII століття, запорозький полковник. Визначився у протиосманських походах на початку XVII століття. Брав участь у спільних запорозько-донських походах на Османську імперію й Кримське ханство.
Орієнтовно у 1600 році потрапив до турецького полону. Пробув 7 років у османському полоні. Служив на галері кафського санджакбея. Організував повстання невільників у Балаклаві, з якими захопив османський корабель і дістався на Дон. Прожив на Дону близько 18 років.
У морському поході 1626 році на османському узбережжі на чолі 400 козаків поруйнував фортецю Трапезунд та інші укріплення. Поблизу Синопа відбувся бій з турецькою ескадрою Рашіда-паші, що налічувала 43 бойові кораблі.
Завдавщи туркам значних втрат, О. Шафран повернувся на Дон, звідки подався до Києва, де на той час перебував турецький авантюрист (болгарин за походженням) Олександр Яхія, що видавав себе за сина турецького султана Му-хаммеда і гречанки Єлєни. Полковник О. Шафран мав намір підтримати претензії Яхії на турецький престол, але по дорозі до Києва був заарештований росіянами, як український шпигун. Звільнений завдяки заступництву донських козаків. Подальша доля невідома.